# Girlfriend (bài hát của Paul McCartney)
"Girlfriend" là một bài hát do Paul McCartney sáng tác. McCartney nghĩa rằng Michael Jackson có thể sẽ thích thu âm bài hát này và đã đề nghị điều này với Jackson tại một bữa tiệc ở Hollywood. Jackson đã tuyên bố trong một cuộc phỏng vấn vào những năm 1970 rằng ông là một fan hâm mộ của ban nhạc The Beatles và cơ hội để hát lại một bài hát của McCartney đã giúp ông truyền cảm hứng cho dự án tiếp theo của mình. Tuy nhiên, McCartney đã ghi âm cùng với ban nhạc Wings, và phát hành trong album London Town (1979). Sau đó, Quincy Jones đã đề xuất ý tưởng cho Jackson thu âm lại ca khúc này để đưa vào album Off the Wall (1979). Jones không biết rằng bài hát ban đầu đã được viết dành cho Jackson. "Girlfriend" đã được phát hành thành đĩa đơn trong năm 1980, tại Vương quốc Anh như là đĩa đơn thứ năm và cuối cùng từ Off the Wall. Điều này được chứng minh là một đĩa đơn hit lớn cho Jackson và một trong những bản thu âm đầu tiên của một bài hát Paul McCartney. Đây cũng được xem là một bài hit được đánh giá cao của Jackson và là một trong những bản thu âm đầu tiên ông thu âm một bài hát Paul McCartney.
McCartney và Jackson sau đó tiếp tục hợp tác cùng nhau trong "The Girl Is Mine" từ album Thriller, "Say Say Say" và cuối cùng là "The Man". Năm 1985, Jackson đã mua lại ATV Music Publishing (tổ chức nắm giữ hầu hết các bài hát Beatles) mà gây nên sự phản bác bởi McCartney.

## Danh sách ca khúc

### Đĩa đơn Liên hiệp Anh
1. "Girlfriend" – 3:04
2. "Bless His Soul" (với The Jacksons)